# Joan Anton Abellán Manonellas
Joan Anton Abellán Manonellas (Barcelona, 1955) és un historiador i dirigent esportiu català. Ha format part de diferents associacions culturals i esportives.

## Activitat esportiva
De 1986 a 1992 va presidir la Secció de Muntanya de la Unió Excursionista de Catalunya de Barcelona. En aquesta entitat, va ser membre de la de junta de la secció d'Espeleologia de la mateixa entitat de 1988 a 1992, activitat que va simultaniejar com a membre de l'Assemblea de la Federació Espanyola d'Esports de Muntanya i Escalada. Durant els anys que va residir a Banyoles, va ser membre del Club Natació Banyoles, entitat que va presidir de 2005 a 2008 i de la qual va ser vicepresident la temporada 2008-2009. També va ser vicepresident de la Federació Catalana de Rem de 2005 a 2008. Com a gerent del Consorci Esportiu de l'Estany de Banyoles, va participar en l'organització de diversos campionats: la Copa del Món de Rem  de 2009, el Campionat del Món de Marató de Piragüisme de 2010, la Copa del Món de Triatló de 2012, entre d'altres.

## Activitat cultural
Va presidir el Centre d'Estudis Comarcals de Banyoles de 2012 a 2019, quan va dimitir per estar en contra de la decisió majoritària de la Junta de l'entitat de condemnar la sentència del Tribunal Suprem als polítics catalans empresonats; Abellán va al·legar que el Centre havia de mantenir-se «al marge de qualsevol manifestació de caràcter polític».
Abellán va ser redactor en cap de la revista Remo que editava la Federació Espanyola de Rem.

## Publicacions
El seu interès, que abasta una gran diversitat d'àmbits, l'ha portat a escriure molts articles en diverses revistes locals de la comarca. Així mateix, també ha escrit en altres revistes com: Ausa (Vic),  el Butlletí dels Amics dels Goigs (Barcelona), la Revista de Girona (Gerona), Astronomia (Barcelona) i Spondylus, (Portoviejo, Ecuador). És autor o coautor de diversos llibres.